# 名尾良泰
名尾 良泰（なお よしやす、1951年（昭和26年）2月 - ）は、埼玉県さいたま市出身の経済産業官僚。1974年に東京大学法学部を卒業後、通商産業省（現経済産業省）に入省。在イタリア日本国大使館参事官、関東経済産業局長等を経て2003年7月に退官。2004年より日本自動車工業会の副会長・専務理事を10年務める。尚、実父は元参議院議員の名尾 良孝（なお りょうこう、1917年（大正6年）3月18日 - 1991年（平成3年）5月6日）。

## 経歴
- 1974年（昭和49年）4月 - 通商産業省 入省
- 1990年（平成2年）5月 - 在イタリア日本国大使館 一等書記官・参事官
- 1993年（平成5年）7月 - 通商産業省 貿易局 輸出課長
- 1995年（平成7年）2月 - 通商産業省 中小企業庁 出向
- 1998年（平成10年）7月 - 通商産業省 環境立地局 総務課長 兼務 環境指導課長
- 1999年（平成11年）7月 - 通商産業省 中小企業庁 小規模企業部長
- 2000年（平成12年）7月 - 総理府事務官（長官官房審議官（長官官房担当））
- 2001年（平成13年）7月 - 経済産業省 関東経済産業局長[2]
- 2003年（平成15年）7月 - 経済産業省 退官
- 2004年（平成16年）7月 - 日本自動車工業会 副会長 兼 専務理事[3]
- 2014年（平成26年）5月 - 日本自動車工業会 副会長 兼 専務理事 退任[4]

## 栄典
- 1999年（平成11年）10月 - イタリア共和国 功労勲章（コンメンダトーレ章）
- 2023年（令和5年）5月 - 日本国 瑞宝章中綬章[5]

| 先代 鈴木孝男 | 日本自動車工業会 副会長・専務理事 2004年 - 2014年 | 次代 永塚誠一 |